# Belagerung von Clonmel
Die Belagerung von Clonmel fand im April bis Mai 1650 während der Rückeroberung Irlands durch Oliver Cromwell in der irischen Stadt Clonmel statt.
Die Stadt wurde von 1.500 Mann unter Hugh Dubh O’Neill, einem Veteranen von Belagerungen aus dem Dreißigjährigen Krieg, verteidigt. Cromwell, der vom englischen Parlament zurück nach England beordert wurde, um den dortigen Aufstand der Royalisten zu bekämpfen, hatte es deswegen eilig, die Stadt einzunehmen, weswegen er seinen etwa 8.000 Mann einen sofortigen Angriff befahl, anstatt einer langwierige Belagerung. Cromwells Artillerie schaffte es, eine Bresche in die Stadtmauer zu schießen, durch die die Infanterie hineinstürmen und das Haupttor für die Kavallerie öffnen sollte.
Doch O’Neill ließ in der Bruchstelle von allen vorhandenen kräftigen Städtern eine Coupure (hölzerne Palisade) errichten und von Artillerie, Musketieren und Pikenieren sichern. Die Palisade war V-förmig, begann direkt im Durchbruch und reichte knapp 50 Meter in die Stadt hinein. Weiterhin ließ O’Neill zwei Kanonen, gefüllt mit Kettenkugeln positionieren.
Die parlamentarische Infanterie, die durch die Bruchstelle hindurchbrechen wollte, wurde mehrfach von dem konzentrierten Beschuss niedergemetzelt und weigerte sich letztendlich, erneut in diese Todesfalle einzudringen. Einen erneuten Versuch unternahm schließlich Cromwells Elite-Kavallerie, die sog. Ironsides. Über drei Stunden griffen sie diese Stelle an, doch bei Nachtanbruch und ohne Aussicht auf Erfolg beendete Cromwell den Sturmangriff.
Doch O’Neills Männer hatten fast keine Munition mehr, und so nutzen sie den Schutz der Dunkelheit, um die Stadt in Richtung Waterford zu verlassen. Cromwell, der von der Flucht nichts mitbekommen hatte, versuchte nun auf diplomatischem Weg die Kapitulation auszuhandeln und sicherte der Stadt den Schutz von Leben und Besitz zu. Doch Cromwell, zwar sehr verärgert, als er realisiert, dass die Stadt nicht mehr verteidigt war, untersagte es seinen Truppen, die ausgehandelten Sicherheiten für die Stadt zu verletzen. Diese Tatsache wird oft als Gegenbeispiel herangezogen, wenn über Cromwells Massaker in Drogheda diskutiert wird.
Die New Model Army verlor mindestens 1.500 Mann bei dieser Belagerung – mehrere Hundert waren verletzt. Dies war der größte Verlust dieser Armee innerhalb eines Tages.